# Tour de Pologne 2014
Tour de Pologne 2014 – 71. edycja wyścigu kolarskiego Tour de Pologne, która odbyła się w dniach 3 – 9 sierpnia 2014. Impreza należała do cyklu UCI World Tour 2014. Jej zwycięzcą został Rafał Majka, jako pierwszy Polak po 11-letniej przerwie.
Po raz piąty w historii wyścigu fragment jego trasy wyznaczono poza terytorium Polski, bowiem ostatnie 172,5 kilometra 5. etapu wiodło przez Słowację – od granicy w Chochołowie i Suchej Górze do Szczyrbskiego Jeziora, w którym usytuowano metę etapu (miejscowość Szczyrbskie Jezioro jest zatem trzecią zagraniczną lokalizacją w dziejach Tour de Pologne z tym mianem, po włoskich: Madonna di Campiglio i Przełęczy Pordoi z edycji 2013).

## Uczestnicy
Lista drużyn uczestniczących w wyścigu:
| Numery  | Kod | Drużyna                              |
| ------- | --- | ------------------------------------ |
| 1-8     | OGE | Orica GreenEdge                      |
| 11-18   | OPQ | Omega Pharma-Quick-Step Cycling Team |
| 21-28   | TTS | Tinkoff-Saxo                         |
| 31-38   | SKY | Team Sky                             |
| 41-48   | AST | Astana Pro Team                      |
| 51-58   | GRS | Garmin-Sharp                         |
| 61-68   | LAM | Lampre-Merida                        |
| 71-78   | BMC | BMC Racing Team                      |
| 81-88   | TRE | Trek Factory Racing                  |
| 91-98   | CAN | Cannondale Pro Cycling               |
| 101-108 | KAT | Team Katusha                         |
| 111-118 | BEL | Belkin Pro Cycling Team              |
| 121-128 | MOV | Movistar Team                        |
| 131-138 | GIA | Team Giant-Shimano                   |
| 141-148 | LTB | Lotto-Belisol                        |
| 151-158 | ALM | Ag2r-La Mondiale                     |
| 161-168 | FDJ | FDJ.fr                               |
| 171-178 | EUC | Team Europcar                        |
| 181-188 | POL | Reprezentacja Polski                 |
| 191-198 | CCC | CCC Polsat Polkowice                 |
| 201-208 | RVL | RusVelo                              |

## Przebieg trasy
| Etap | Data       | Start             | Meta                | Dystans | Typ | Typ         | Zwycięzca           | Lider              |
| ---- | ---------- | ----------------- | ------------------- | ------- | --- | ----------- | ------------------- | ------------------ |
| 1.   | 3 sierpnia | Gdańsk            | Bydgoszcz           | 226 km  |     | płaski      | Jauhien Hutarowicz  | Jauhien Hutarowicz |
| 2.   | 4 sierpnia | Toruń             | Warszawa            | 226 km  |     | płaski      | Petr Vakoč          | Petr Vakoč         |
| 3.   | 5 sierpnia | Kielce            | Rzeszów             | 174 km  |     | płaski      | Theo Bos            | Petr Vakoč         |
| 4.   | 6 sierpnia | Tarnów            | Katowice            | 236 km  |     | pagórkowaty | Jonas Van Genechten | Petr Vakoč         |
| 5.   | 7 sierpnia | Zakopane          | Szczyrbskie Jezioro | 190 km  |     | górski      | Rafał Majka         | Petr Vakoč         |
| 6.   | 8 sierpnia | Terma Bukowina T. | Bukowina Tatrzańska | 174 km  |     | górski      | Rafał Majka         | Rafał Majka        |
| 7.   | 9 sierpnia | Kraków            | Kraków              | 25 km   |     | ITT         | Kristof Vandewalle  | Rafał Majka        |

## Etapy

### 1. etap: Gdańsk > Bydgoszcz
| Miejsce | Zawodnik           | Zespół | Czas       |
| ------- | ------------------ | ------ | ---------- |
| 1.      | Jauhien Hutarowicz | ALM    | 5h 47' 50" |
| 2.      | Roman Majkin       | RVL    | +0"        |
| 3.      | Manuele Mori       | LAM    | +0"        |
| 4.      | Guillaume Boivin   | CAN    | +0"        |
| 5.      | Marco Haller       | KAT    | +0"        |

| Miejsce | Zawodnik           | Zespół | Czas       |
| ------- | ------------------ | ------ | ---------- |
| 1.      | Jauhien Hutarowicz | ALM    | 5h 47' 40" |
| 2.      | Roman Majkin       | RVL    | +4"        |
| 3.      | Manuele Mori       | LAM    | +6"        |
| 4.      | Maciej Paterski    | CCC    | +8"        |
| 5.      | Matthias Krizek    | CAN    | +8"        |

### 2. etap: Toruń > Warszawa
| Miejsce | Zawodnik           | Zespół | Czas       |
| ------- | ------------------ | ------ | ---------- |
| 1.      | Petr Vakoč         | OPQ    | 5h 23' 54" |
| 2.      | Michael Matthews   | OGE    | + 21"      |
| 3.      | Boris Vallee       | LTB    | + 21"      |
| 4.      | Ramon Sinkeldam    | GIA    | + 21"      |
| 5.      | Jauhien Hutarowicz | ALM    | + 21"      |

| Miejsce | Zawodnik           | Zespół | Czas        |
| ------- | ------------------ | ------ | ----------- |
| 1.      | Petr Vakoč         | OPQ    | 11h 11' 28" |
| 2.      | Jauhien Hutarowicz | ALM    | + 27"       |
| 3.      | Roman Majkin       | RVL    | + 31"       |
| 4.      | Boris Vallee       | LTB    | + 33"       |
| 5.      | Manuele Mori       | LAM    | + 33"       |

### 3. etap: Kielce > Rzeszów
| Miejsce | Zawodnik         | Zespół | Czas       |
| ------- | ---------------- | ------ | ---------- |
| 1.      | Theo Bos         | BEL    | 3h 39' 27" |
| 2.      | Luka Mezgec      | GIA    | + 0"       |
| 3.      | Michael Matthews | OGE    | + 0"       |
| 4.      | Sacha Modolo     | LAM    | + 0"       |
| 5.      | Thor Hushovd     | BMC    | + 0"       |

| Miejsce | Zawodnik           | Zespół | Czas        |
| ------- | ------------------ | ------ | ----------- |
| 1.      | Petr Vakoč         | OPQ    | 14h 50' 55" |
| 2.      | Jauhien Hutarowicz | ALM    | + 27"       |
| 3.      | Theo Bos           | BEL    | + 27"       |
| 4.      | Roman Majkin       | RVL    | + 31"       |
| 5.      | Luka Mezgec        | GIA    | + 31"       |

### 4. etap: Tarnów > Katowice
| Miejsce | Zawodnik            | Zespół | Czas       |
| ------- | ------------------- | ------ | ---------- |
| 1.      | Jonas Van Genechten | LTB    | 5h 43' 29" |
| 2.      | Jacopo Guarnieri    | AST    | + 0"       |
| 3.      | Luka Mezgec         | GIA    | + 0"       |
| 4.      | Sacha Modolo        | LAM    | + 0"       |
| 5.      | Jauhien Hutarowicz  | ALM    | + 0"       |

| Miejsce | Zawodnik           | Zespół | Czas        |
| ------- | ------------------ | ------ | ----------- |
| 1.      | Petr Vakoč         | OPQ    | 20h 34' 24" |
| 2.      | Matthias Krizek    | CAN    | + 26"       |
| 3.      | Jauhien Hutarowicz | ALM    | + 27"       |
| 4.      | Theo Bos           | BEL    | + 27"       |
| 5.      | Luka Mezgec        | GIA    | + 27"       |

### 5. etap: Zakopane >Szczyrbskie Jezioro
| Miejsce | Zawodnik           | Zespół | Czas       |
| ------- | ------------------ | ------ | ---------- |
| 1.      | Rafał Majka        | TTS    | 4h 30' 38" |
| 2.      | Beñat Intxausti    | MOV    | + 0"       |
| 3.      | Ion Izagirre       | MOV    | + 0"       |
| 4.      | Gianluca Brambilla | OPQ    | + 0"       |
| 5.      | Warren Barguil     | GIA    | + 0"       |

| Miejsce | Zawodnik        | Zespół | Czas        |
| ------- | --------------- | ------ | ----------- |
| 1.      | Petr Vakoč      | OPQ    | 25h 05' 28" |
| 2.      | Rafał Majka     | TTS    | + 1"        |
| 3.      | Beñat Intxausti | MOV    | + 5"        |
| 4.      | Ion Izagirre    | MOV    | + 7"        |
| 5.      | Davide Formolo  | CAN    | + 11"       |

### 6. etap: Terma Bukowina Tatrzańska > Bukowina Tatrzańska
| Miejsce | Zawodnik           | Zespół | Czas       |
| ------- | ------------------ | ------ | ---------- |
| 1.      | Rafał Majka        | TTS    | 4h 40' 58" |
| 2.      | Beñat Intxausti    | MOV    | + 10"      |
| 3.      | Ion Izagirre       | MOV    | + 10"      |
| 4.      | Christophe Riblon  | ALM    | + 19"      |
| 5.      | Przemysław Niemiec | LAM    | + 20"      |

| Miejsce | Zawodnik          | Zespół | Czas        |
| ------- | ----------------- | ------ | ----------- |
| 1.      | Rafał Majka       | TTS    | 29h 46' 17" |
| 2.      | Beñat Intxausti   | MOV    | + 18"       |
| 3.      | Ion Izagirre      | MOV    | + 22"       |
| 4.      | Christophe Riblon | ALM    | + 39"       |
| 5.      | Giampaolo Caruso  | KAT    | + 40"       |

### 7. etap: Kraków > Kraków
| Miejsce | Zawodnik           | Zespół | Czas    |
| ------- | ------------------ | ------ | ------- |
| 1.      | Kristof Vandewalle | TRE    | 29' 18" |
| 2.      | Adriano Malori     | MOV    | + 3"    |
| 3.      | Stephen Cummings   | BMC    | + 10"   |
| 4.      | Steve Morabito     | BMC    | + 20"   |
| 5.      | Gorka Izagirre     | MOV    | + 22"   |

| Miejsce | Zawodnik           | Zespół | Czas        |
| ------- | ------------------ | ------ | ----------- |
| 1.      | Rafał Majka        | TTS    | 30h 16' 18" |
| 2.      | Ion Izagirre       | MOV    | + 8"        |
| 3.      | Beñat Intxausti    | MOV    | + 22"       |
| 4.      | Christophe Riblon  | ALM    | + 34"       |
| 5.      | Przemysław Niemiec | LAM    | + 1' 20"    |

## Liderzy klasyfikacji po etapach
| Etap                 | Zwycięzca            | Klasyfikacja generalna · | Klasyfikacja punktowa · | Klasyfikacja górska · | Klasyfikacja najaktywniejszych · | Klasyfikacja drużynowa  | Najwyżej sklasyfikowany Polak · |
| -------------------- | -------------------- | ------------------------ | ----------------------- | --------------------- | -------------------------------- | ----------------------- | ------------------------------- |
| 1                    | Jauhien Hutarowicz   | Jauhien Hutarowicz       | Jauhien Hutarowicz      | Maciej Paterski       | Jimmy Engoulvent                 | Omega Pharma-Quick-Step | Maciej Paterski                 |
| 2                    | Petr Vakoč           | Petr Vakoč               | Jauhien Hutarowicz      | Maciej Paterski       | Petr Vakoč                       | Omega Pharma-Quick-Step | Maciej Paterski                 |
| 3                    | Theo Bos             | Petr Vakoč               | Jauhien Hutarowicz      | Maciej Paterski       | Petr Vakoč                       | Omega Pharma-Quick-Step | Maciej Paterski                 |
| 4                    | Jonas Van Genechten  | Petr Vakoč               | Jauhien Hutarowicz      | Mateusz Taciak        | Matthias Krizek                  | Omega Pharma-Quick-Step | Maciej Paterski                 |
| 5                    | Rafał Majka          | Petr Vakoč               | Jauhien Hutarowicz      | Maciej Paterski       | Matthias Krizek                  | Movistar Team           | Rafał Majka                     |
| 6                    | Rafał Majka          | Rafał Majka              | Jauhien Hutarowicz      | Maciej Paterski       | Matthias Krizek                  | Movistar Team           | Rafał Majka                     |
| 7                    | Kristof Vandewalle   | Rafał Majka              | Jauhien Hutarowicz      | Maciej Paterski       | Matthias Krizek                  | Movistar Team           | Rafał Majka                     |
| Klasyfikacja końcowa | Klasyfikacja końcowa | Rafał Majka              | Jauhien Hutarowicz      | Maciej Paterski       | Matthias Krizek                  | Movistar Team           | Rafał Majka                     |